# Der Erste nach Gott
Der Erste nach Gott (Originaltitel: Первый после Бога) ist ein russischer Spielfilm aus dem Jahr 2005.  Nach Aussage der Produzenten basiert er auf wahren Ereignissen aus dem Leben des sowjetischen U-Boot-Kapitäns Alexander Marinesko, der im Film Marinin heißt. Es gibt allerdings starke historische Abweichungen. Der Film wurde im Jahr 2006 mit dem  MTV Russia Movie Award ausgezeichnet.

## Handlung
Die Handlung des Films setzt im Jahr 1944 ein. Die Waise Marina ist aus dem belagerten Leningrad evakuiert worden. Kurz nach ihrer Ankunft auf dem Flottenstützpunkt, wo sie in der Küche arbeitet, verliebt sie sich in Kapitän Marinin, der von einem erfolgreichen Einsatz zurückkehrt. Marinin erwidert die Liebe der Jugendlichen nicht. Er beginnt ein Verhältnis mit einer Schwedin. Als er eines Nachts bei ihr ist, wird er zu einem Einsatz gerufen. Er leistet diesem keine Folge, worauf das Boot seines Freundes Galijev auf Feindfahrt geht und versenkt wird. 
Der Geheimdienst beobachtet Marinin, weil sein Bruder im Bürgerkrieg auf weißgardistischer Seite gekämpft hat. Man spielt Marinin die Information zu, dass sein vor Jahren gestorbener Bruder noch lebe, und stellt ihm eine Falle, als er sich auf die Suche nach ihm begibt. Als er nach seiner Verhaftung abtransportiert werden soll, blockiert sein U-Boot die Hafenausfahrt. Der Hafenkommandant erwirkt auf eigene Verantwortung die Freilassung Marinins, damit dieser einen deutschen Konvoi angreifen kann. Die Presse meldet, dass ein großes Frachtschiff versenkt wurde, das U-Boot dabei auch zerstört wurde. Man gedenkt der in Pflichterfüllung Gefallenen. Doch das Boot wird beschädigt von einem Fischkutter in den Hafen zurückgeschleppt. Der Geheimdienst nimmt von einer weiteren Verfolgung Marinins Abstand.